# Милославска планина
 Тази статия е за планината в Сърбия и България.  За планината в Краище вижте Рудина планина (Краище).  
Знеполска Рудина планина или Милославска планина е планина в Западна България и Югоизточна Сърбия, в историко-географската област Краище, част от Руйско-Верилската планинска редица. Северозападна ограда на Трънската котловина.
Планината е разположена в най-западната част на Руйско-Верилската планинска група, като по билото ѝ от гранична пирамида 185 до гранична пирамида 199 преминава участък от държавната граница между България и Сърбия. От югозапад на североизток дължината ѝ е около 10 км, а ширината – до 4 – 5 км. На запад при попадналото в сръбска територия село Преслап чрез седловина висока 1098 м и на север чрез долината на Преслапска река (от басейна на Южна Морава) се отделя от Църквена планина. На югоизток със стръмни склонове се спуска към Трънската котловина, а на североизток седловина висока 1243 м я свързва с планината Руй. На югозапад при село Стрезимировци, тясната долина на река Ерма я отделя от Боховска планина.
Билото на планината е с посока от югозапад на североизток и е силно навълнено със средна надморска височина до 1200 – 1400 м. Като цяло има хълмист и нископланински релеф. Най-високата ѝ точка е връх Голема Рудина (1485,3 m), разположен в западната ѝ част, на българо-сръбската граница, при гранична пирамида № 188.
Изградена е от палеозойски аргилити и мезозойски варовици. Тя е дълбоко ерозионно разчленена, а във варовиковите терени и окарстена- Почвите са канелени и светлокафяви горски. За разлика от повечето планини в Краището Милославска планина е силно залесена основно с широколистни видове.
По южното подножие на планината, на българска територия са разположени 6 села – Зелениград, Милославци, Насалевци, Рани луг, Слишовци и Стрезимировци, а на сръбска територия – само село Преслап, на северозападния ѝ склон.

## Топографска карта
- Лист от карта K-34-45. Мащаб: 1 : 100 000.
- Лист от карта K-34-46. Мащаб: 1 : 100 000.